# حرب المال (مسلسل كوري)
حرب المال (بالكورية: 쩐의 전쟁)؛ هو مسلسل درامي تلفزيوني كوري جنوبي مقتبس من المانهوا الرسومي الهزلي الذي يحمل نفس الاسم، تم بثه على إس بي إس من 16 مايو إلى 19 يوليو 2007 أيام الأربعاء والخميس الساعة 21:55 لمدة 20 حلقة.

## القصة
شخص يلعب لعبة قذرة مستخدما حبه كطعم ولكن قلبه طيب رجل يحمل حقدا كبيرا ضد المال، رجل يهجر حبيبته من أجل المال وامرأة تختار المال من أجل أسرتها.. قبل عامين، في يوم زواج كوم أون-جي، وهي شقيقة كوم نا-را، يظهر أصحاب القروض في قاعة الزواج ويفسدون الزواج، مطالبين بأن يدفع والدهما المال الذي استلفه منهم، إلا أن الأب يختفي ويتحرك أصحاب القروض إلى بيت الأسرة ويطلبوا أن يبحثوا عن الأب، يعلن نا-را شخصيا عن إفلاسه ويتم طرده من عمله.

## بطولة
- بارك شين يانغ بدور جيوم نا را[3]
- بارك جين هي بدور سيو جو هي
- شين دونغ ووك بدور ها وو سونغ
- كيم جونغ هوا بدور لي تشا يون

## الاستقبال
حقق المسلسل نجاحا كبيرا وتصدر القوائم الشعبية في كوريا الجنوبية، نظرًا لارتفاع معدلات المشاهدة للمسلسل بأكثر من 30٪، صورت SBS أربع حلقات إضافية تضم شخصيات جديدة وحبكة جديدة غير موجودة في الويبتون الأصلي. كان بارك شين يانج هو الممثل الرئيسي الوحيد الذي أعاد تمثيل دوره.

## المشاهدات
| الحلقات | تاريخ البث | تقييمات TNmS              | تقييمات AGB               |
| الحلقات | تاريخ البث | كوريا (على الصعيد الوطني) | كوريا (على الصعيد الوطني) |
| ------- | ---------- | ------------------------- | ------------------------- |
| 1       | 16 مايو    | 17.3٪                     | 16.4٪                     |
| 2       | 17 مايو    | 23.3٪                     | 22.5٪                     |
| 3       | 23 مايو    | 26.5٪                     | 24.5٪                     |
| 4       | 24 مايو    | 28.8٪                     | 26.6٪                     |
| 5       | 30 مايو    | 27.3٪                     | 25.5٪                     |
| 6       | 31 مايو    | 30.5٪                     | 30.0٪                     |
| 7       | 6 يونيو    | 33.5٪                     | 32.5٪                     |
| 8       | 7 يونيو    | 31.9٪                     | 34.1٪                     |
| 9       | 13 يونيو   | 33.4٪                     | 33.5 ٪                    |
| 10      | 14 يونيو   | 34.6٪                     | 33.9٪                     |
| 11      | 20 يونيو   | 34.6٪                     | 34.9٪                     |
| 12      | 21 يونيو   | 35.3٪                     | 35.2٪                     |
| 13      | 27 يونيو   | 34.3٪                     | 33.3٪                     |
| 14      | 28 حزيران  | 34.2٪                     | 34.6٪                     |
| 15      | 4 يوليو    | 34.5٪                     | 34.8٪                     |
| 16      | 5 يوليو    | 36.0٪                     | 36.3٪                     |
| متوسط   | متوسط      | 31.0٪                     | 30.5٪                     |

| الحلقات الأضافية (إصدار إضافي) | الحلقات الأضافية (إصدار إضافي) | الحلقات الأضافية (إصدار إضافي) | الحلقات الأضافية (إصدار إضافي) |
| ------------------------------ | ------------------------------ | ------------------------------ | ------------------------------ |
| الجزء 17                       | 11 يوليو                       | 26.7٪                          | 26.0٪                          |
| الجزء 18                       | 12 يوليو                       | 28.5٪                          | 29.3٪                          |
| الجزء 19                       | 18 يوليو                       | 24.1٪                          | 25.2٪                          |
| الجزء 20                       | 19 يوليو                       | 26.4٪                          | 26.9٪                          |
| متوسط                          | متوسط                          | 26.4٪                          | 26.9٪                          |

## جدال
وفقًا للعقد، حصل بارك شين يانغ على 45 مليون وون لكل حلقة مقابل 16حلقة، لكن للظهوره في الحلقات الأربع الإضافية، تفاوض على رسوم تقدر بي 170 مليون وون لكل حلقة.
وافق المنتجون، لكنهم تراجعوا لاحقًا عن الصفقة، زاعمين أن بارك حاول الاستفادة من شعبية الدراما العالية من خلال طلب الكثير من المال، اتخذ بارك إجراء قانونيًا، وفي نوفمبر 2009، فاز بالدعوى، مع حكم محكمة منطقة سيئول (الذي أيدته محكمة سيئول العليا).

## طبعة جديد
«زيني نو سينسو» هو مسلسل تلفزيوني ياباني لقناة Fuji TV لعام 2015 مقتبس.

## روابط خارجية
حرب المال على موقع IMDb (الإنجليزية)
- حرب المال على موقع كينوبويسك (الروسية)
- حرب المال على موقع قاعدة بيانات الفيلم (الإنجليزية)